# Том Џоунс (певач)
Том Џоунс (енгл. Tom Jones; Трефорест, 7. јун 1940) британски је певач. Експериментисао је са разним жанровима музике, укључујући поп, денс и кантри.

## Биографија
Каријеру је започео 1963. године, а прославио се песмама као што су Green, Green Grass of Home (1966) и Delilah (1968). Накнадну популарност му је донела денс-поп песма Sex Bomb из 1999. године, која је остала једна од његових најпрепознатљивијих нумера.
Британска краљица Елизабета II му је 2006. доделила титулу витеза, због музичких достигнућа и промоције Уједињеног Краљевства у свету.
Од 2012. је члан жирија у британској верзији светски популарног талент шоуа, The Voice.
Пажњу јавности привукао је 2017. године, када су медији пренели да је, годину дана од смрти супруге Линде, започео везу са Присилом Пресли, бившом супругом Елвиса Преслија.

## Одабрана дискографија
- Along Came Jones (1965)
- What's New Pussycat? (1965)
- A-tom-ic Jones (1966)
- From the Heart (1966)
- Green, Green Grass of Home (1967)
- Delilah (1968)
- Help Yourself (1968)
- This Is Tom Jones (1969)
- Tom (1970)
- I Who Have Nothing (1970)
- She's a Lady (1971)
- Tom Jones Close Up (1972)
- The Body and Soul of Tom Jones (1973)
- Somethin' 'Bout You Baby I Like (1974)
- Memories Don't Leave Like People Do (1975)
- Say You'll Stay Until Tomorrow (1977)
- What a Night (1977)
- Rescue Me (1979)
- The Country Side of Tom Jones (1981)
- Country (1982)
- Don't Let Our Dreams Die Young (1983)
- Love Is on the Radio (1984)
- Tender Loving Care (1985)
- At This Moment (1989)
- Carrying a Torch (1991)
- The Lead and How to Swing It (1994)
- Reload (1999)
- Mr. Jones (2002)
- Tom Jones & Jools Holland (са Jools Holland) (2004)
- 24 Hours (2008)
- Praise & Blame (2010)
- Spirit in the Room (2012)
- Long Lost Suitcase (2015)
- Tom Jones The Complete Decca Studio Albums Collection (17 CD) (2020)
- Surrounded by Time (2021)